# Euceros maculicornis
Euceros maculicornis är en stekelart som beskrevs av Barron 1978. Euceros maculicornis ingår i släktet Euceros och familjen brokparasitsteklar. Inga underarter finns listade i Catalogue of Life.